# Concordiasee (Oberhausen)

Concordiasee

Der Concordiasee war ein Grundwassersee im Gebiet der heutigen Stadt Oberhausen. Er war die Folge einer Bergsenkung, die durch die Zeche Concordia verursacht worden war. Der zeitweise 13 Hektar große See existierte von etwa 1870 bis 1880 und durchkreuzte die Planung eines Stadtzentrums.

## Geschichte
Die 1860er Jahre waren in Oberhausen, einer erst 1862 gebildeten Bürgermeisterei, durch einen Bauboom geprägt. Hintergrund dieser Entwicklung war die Industrialisierung, die durch die Anlage eines Bahnhofs der Köln-Mindener Eisenbahn-Gesellschaft in der Lipper Heide im Jahr 1846 und die Anlage der Zeche Concordia im Jahr 1850 unmittelbar nordwestlich des Bahnhofs eine erste konkrete Gestalt annahm. Weitere Industriebetriebe sowie verstreute Wohnsiedlungen, die dem Ganzen das Gepräge eines „Industriedorfs“ gaben, folgten bald. Ein veritables Ortszentrum hatte sich zu dieser Zeit jedoch noch nicht gebildet. Allein ein Marktplatz, der heutige Altmarkt, trat seit 1859 neben der Friedrich-Karl-Straße als das räumliche Zentrum eines schwachen Geschäftsbesatzes hervor. Friedrich August Schwartz, der erste Bürgermeister der jungen Gemeinde, versuchte daher zunächst, durch einen „Stadtbauplan“, der kraft gemeindlicher Bauordnung eine mindestens zweistöckige Bauweise vorsah, an der damaligen Friedrichstraße (heute Buschhausener Straße), nordwestlich des Bahnhofs und nahe der Duisburg-Essener Chaussee (heute Duisburger Straße), das Zentrum einer Stadt mit allen dafür notwendigen Einrichtungen entstehen zu lassen. Nachdem aber dieser Versuch dadurch gescheitert war, dass die Köln-Mindener Eisenbahn-Gesellschaft den dortigen Bahnübergang, der sich mittlerweile über elf Gleise erstreckte, aufhob, nahm Schwartz als Alternative ein Gelände südöstlich des Bahnhofs (im Bereich der heutigen Tannenbergstraße und heutigen Ebertstraße) für die Entwicklung eines Stadtzentrums und dichterer Bebauung in den stadtplanerischen Blick. Im Jahr 1868 ergaben sich dann aber Schwierigkeiten, die Schwartz in einem Verwaltungsbericht 1870/1871 wie folgt schilderte:

„Das für die Entwickelung der Gemeinde und speziell des projektierten städtischen Gebiets ausersehene Terrain war durch die endlich erfolgte Theilung der in Bauplätze ausgelegten Lippern-Liricher Gemeindehaide und durch den öffentlichen Verkauf in Parzellen kaum aufgeschlossen, als eine neue Calamität, (…) die Bodensenkungen, Bodenrisse und Häuserrisse, der weiteren baulichen Entwickelung innerhalb des projektierten Stadtbauplans hemmend und sistierend entgegentrat und nicht allein den Eigenthümern der Gebäude, sondern auch den Ankäufern der Bauparzellen die allerempfindlichste Schädigung zufügte, namentlich aber der ganzen Entwickelung des Gemeinwesens Einhalt gebot. (…) Kirchenbau, Rathausbau etc. sind sistiert, und die schon in der Entwickelung befindliche Privatbauthätigkeit ist ebenfalls vorläufig als abgeschlossen zu betrachten. Die Bauplätze sind entwerthet und unverkäuflich. Hypotheken sind nicht zu erlangen und es ist nicht abzusehen, wann diese Calamität ihren Abschluß finden wird.“

Schwartz beschrieb damit die Folgen einer Bergsenkung, die der in der Nähe tätigen Zeche Concordia als Verursacherin zugeschrieben wurde. Ein in der Senke bald darauf sich aus Grundwasser speisender See mit bis zu zwei Metern Tiefe und einer Fläche von zeitweise 13 Hektar, der sich entlang der heutigen Tannenbergstraße (zwischen Schwartzstraße, Berliner Park und Südende des John-Lennon-Platzes) erstreckte, erhielt dementsprechend den Namen Concordiasee. Er setzte Straßenzüge und vereinzelt bereits gebaute Wohnhäuser unter Wasser.

## Folgen
Die städtebaulichen Folgen waren gravierend, weil die unmittelbaren baulichen Entwicklungen sich weiterhin ohne Orientierung an einem allgemeinverbindlichen Plan vollzogen. Mit Blick auf drohende weitere Bergschäden hob der Gemeinderat im Frühjahr 1873 die baupolizeiliche Bestimmung, wonach im Zentrum der Gemeinde mindestens zweistöckig zu bauen war, auf. Damit war das gesamte Gemeindegebiet gleichmäßig einer nahezu beliebigen Bebauung freigegeben. Der Rathausbau wurde auf ein Gelände verschoben, das oberhalb des Sees auf dem „Galgenberg“ (am oberen Anschnitt der heutigen Schwartzstraße) lag. Der 1873 begonnene Bau, ein Vorläufer des 1927–1930 etwa an gleicher Stelle errichteten heutigen Rathauses, wurde 1874 eingeweiht. Das südliche Gemeindegebiet an der Friedrich-Karl-Straße und am heutigen Altmarkt entwickelte sich zum Zentrum der baulichen und geschäftlichen Verdichtung. Als Schwartz und sein Stadtbaumeister Albert Regelmann ab 1875 mit dem Versuch begannen, den weiter nördlich ausgewiesenen Neumarkt (heute Ebertplatz) als planerisches Stadt- und Geschäftszentrum zu etablieren, scheiterte dieser Ansatz an den mittlerweile herangewachsenen ökonomischen Realitäten, die erfolgreich politische Widerstände gegen die Planung organisierten. Der Concordiasee, der den zweiten und den dritten Versuch des Bürgermeisters Schwartz, ein Stadtzentrum zu verwirklichen, buchstäblich „ins Wasser fallen“ ließen, entwickelte sich so zum „größten Bergschädendebakel der Stadtgeschichte“ (Hans Reif).
1877 errichtete die Concordia AG, die Inhaberin der gleichnamigen Zeche, eine Pumpstation, die den von ihr verursachten See trockenlegen sollte. Da damit jedoch nur „die schlimmsten Übelstände“ beseitigt wurden, kamen Stadt und Zeche überein, unter Beteiligung der ebenfalls interessierten Firma Grillo einen Entwässerungskanal bis zur Ruhr zu bauen, der 1880 fertiggestellt wurde und neben dem Concordiasee über einen Abzweig ein Überschwemmungsgebiet zwischen den Concordia-Schächten I und II/III entwässerte. Nach und nach wurden außerdem städtische Straßenzüge und öffentliche Einrichtungen an diese Kanalisation angeschlossen. Die Planung weiterer Anschlüsse wurde um 1900 aufgegeben, nachdem sich deutlich erwiesen hatte, dass die  Entwässerungstechnik des 1880 errichteten Kanals zur Ableitung von Fäkalien nicht geeignet war. Die trockengelegten Flächen des Concordiasees wurden zum Ende des 19. Jahrhunderts ein bevorzugtes Villengebiet. Unter anderem entstand dort 1897 als Wohnsitz des Zechendirektors der Concordia AG die Villa Concordia.  
Auch weil der Bergschaden damals mit der irrigen Annahme erklärt wurde, die Industrie habe durch starke Inanspruchnahme des Grundwassers die Senkungen verursacht, erhielt die 1874 zur Stadt erhobene Gemeinde vergleichsweise früh ein modernes Wasserversorgungssystem. Bereits 1871 vereinigten sich die Köln-Mindener Eisenbahn-Gesellschaft und mehrere Oberhausener Großbetriebe zur Gründung der Aktiengesellschaft Oberhausener Wasserwerke.